# ژلاتوویتسه
ژلاتوویتسه (به چکی: Želatovice) یک منطقهٔ مسکونی در جمهوری چک است که در شهرستان پرژروف واقع شده‌است. ژلاتوویتسه ۴٫۴۴ کیلومتر مربع مساحت و ۵۶۸ نفر جمعیت دارد و ۲۲۶ متر بالاتر از سطح دریا واقع شده‌است.